# Vlastimir
Vlastimir I (en serbio cirílico: Властимир, griego: Βλαστίμηρος, latín: Blastimer) fue un knez serbio del s. IX que gobernó el primer estado serbio totalmente independiente (Serbia/Rascia, Travunia y Konavle) desde 836 hasta 851. Es el fundador de la primera dinastía serbia, la Casa de Vlastimirović, y considerado tataranieto del Arconte Desconocido, el líder que guio a los serbios blancos (protoserbios) que se establecieron en los Balcanes a principios del siglo VII.
Vlastimir era el hijo de Prosigoj, el knez de Rascia. Gobernó a los serbios independientemente del Imperio bizantino, con sus tierras ancestrales de Rascia y la región de Konavle. Amplió sus dominios al casar a su hija con el hijo de Beloje, župan de la vecina Travunia, lo que le dio acceso a la costa del Adriático en la región de Kotor, convirtiendo Travunia en un županato (unidad administrativa) serbio.
Presian I de Bulgaria invadió territorio serbio entre 839-842 (Guerra búlgaro-serbia (839-842)), cuando los búlgaros se sintieron amenazados por la expansión de los serbios, con quienes compartían frontera. La invasión condujo a una guerra de 3 años entre ambos, tras la que Presian no logró mayor avance territorial, siendo derrotado y perdiendo muchos de sus hombres. El ejército de Vlastimir, por el contrario, logró penetrar hacia el oeste, tomando el sureste y noreste de Herzegovina (Hum). Sin embargo Braničevo, Morava, Timok, Vardar y Podrimlje cayeron posteriormente en manos búlgaras.
Su hijo mayor Mutimir le sucedió como knez, mientras Strojimir y Gojnik se convirtieron en župans con sus dominios directamente bajo el gobierno de su hermano. Los tres hermanos combatieron con éxito un ataque de Bulgaria por parte del zar Boris I en 853 u 854, en un intento de los búlgaros de vengar la derrota anterior de Presian. Poco después, los dos hermanos más jóvenes comenzaron una rebelión contra su hermano Mutimir después de que éste hubiera reducido su poder. Mutimir aplastó la rebelión y los dos hermanos fueron enviados como prisioneros, como garantía de paz, al zar Boris I. Mutimir fue bautizado por Cirilo y Metodio, durante el gobierno del Emperador Bizantino Basilio I (867-886), y los serbios fueron totalmente cristianizados hacia 873.